# یوبی۴۰
یوبی۴۰ (به انگلیسی: UB40) نام یک گروه بریتانیایی پاپ رگی است.
این گروه در ۱۹۷۸ تأسیس گردید و بخاطر آهنگهای
- Cant help falling in love (که برداشتی است از آهنگی به همین نام از الویس پرسلی و آندریا بوچلی)
- Red red wine
- Here I am
- Kingston town

شهرت دارند.

## نگارخانه

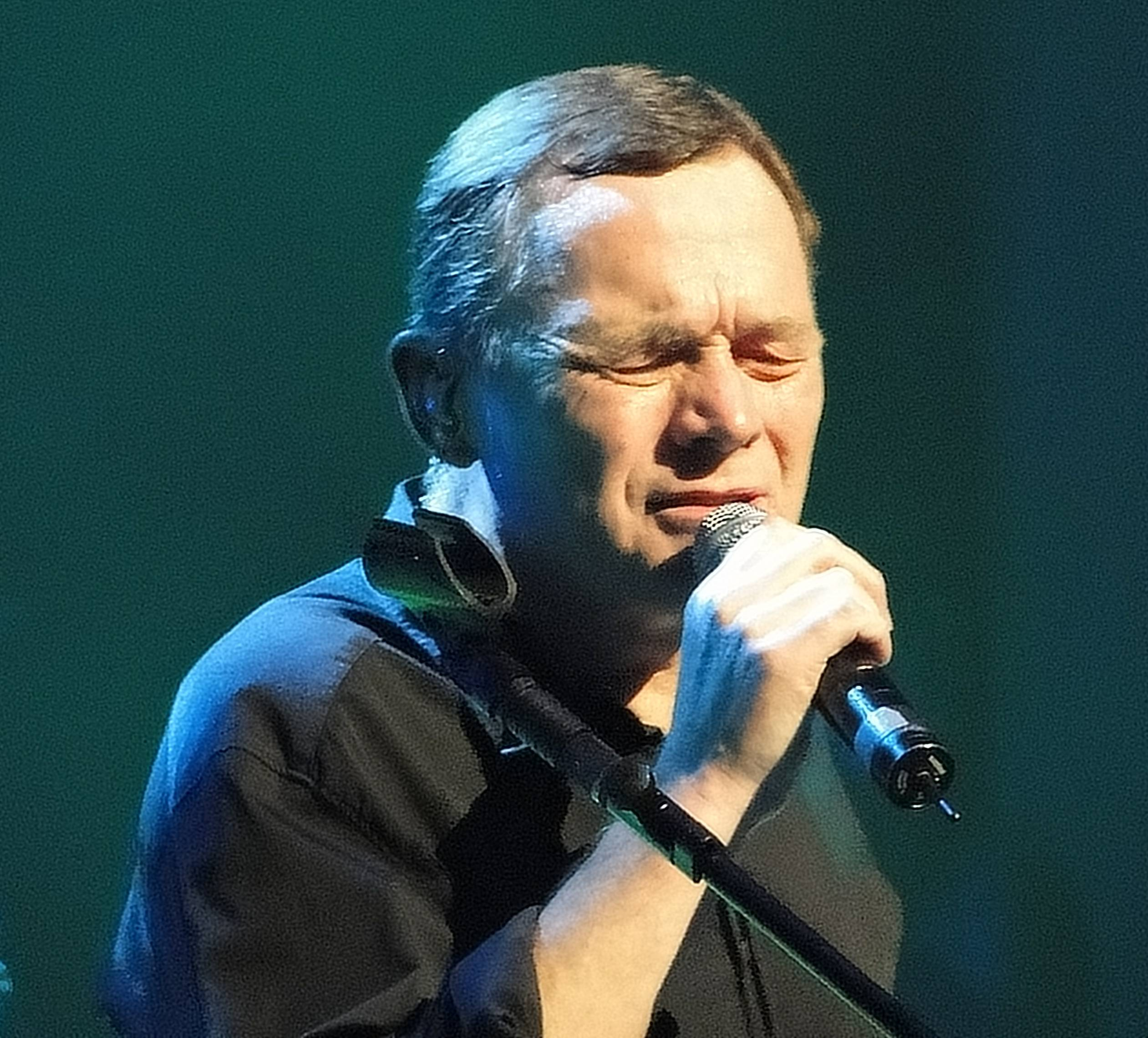
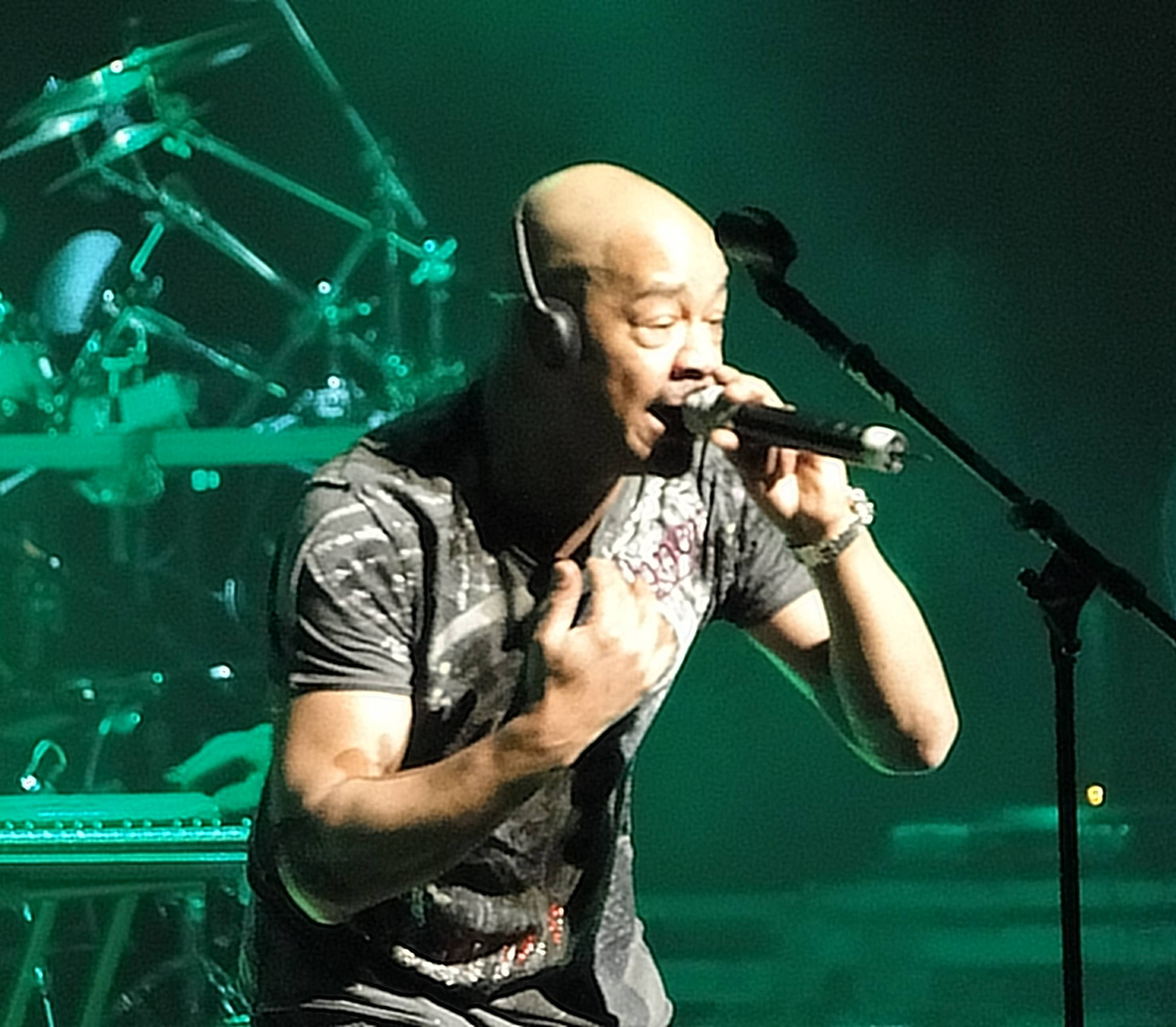
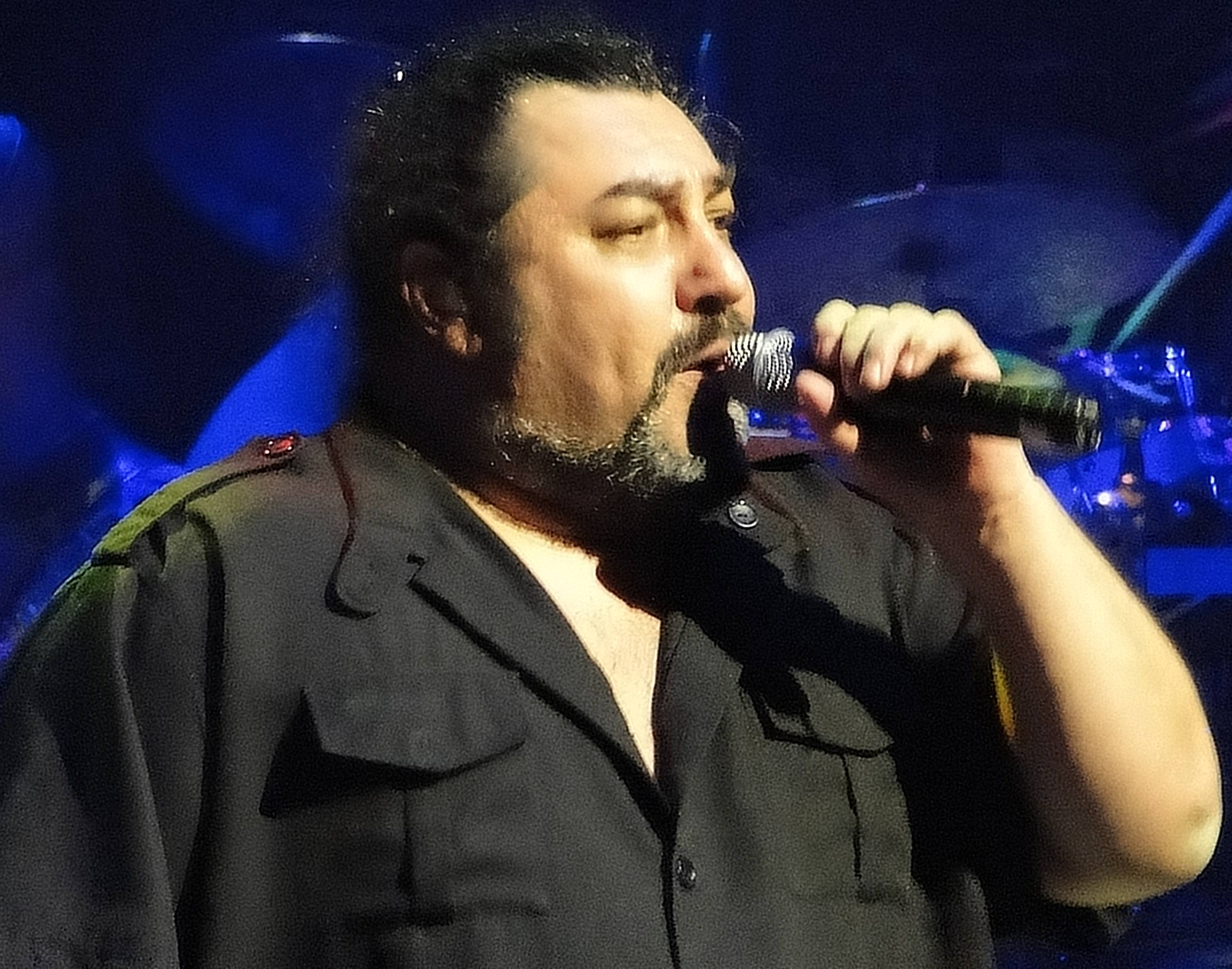
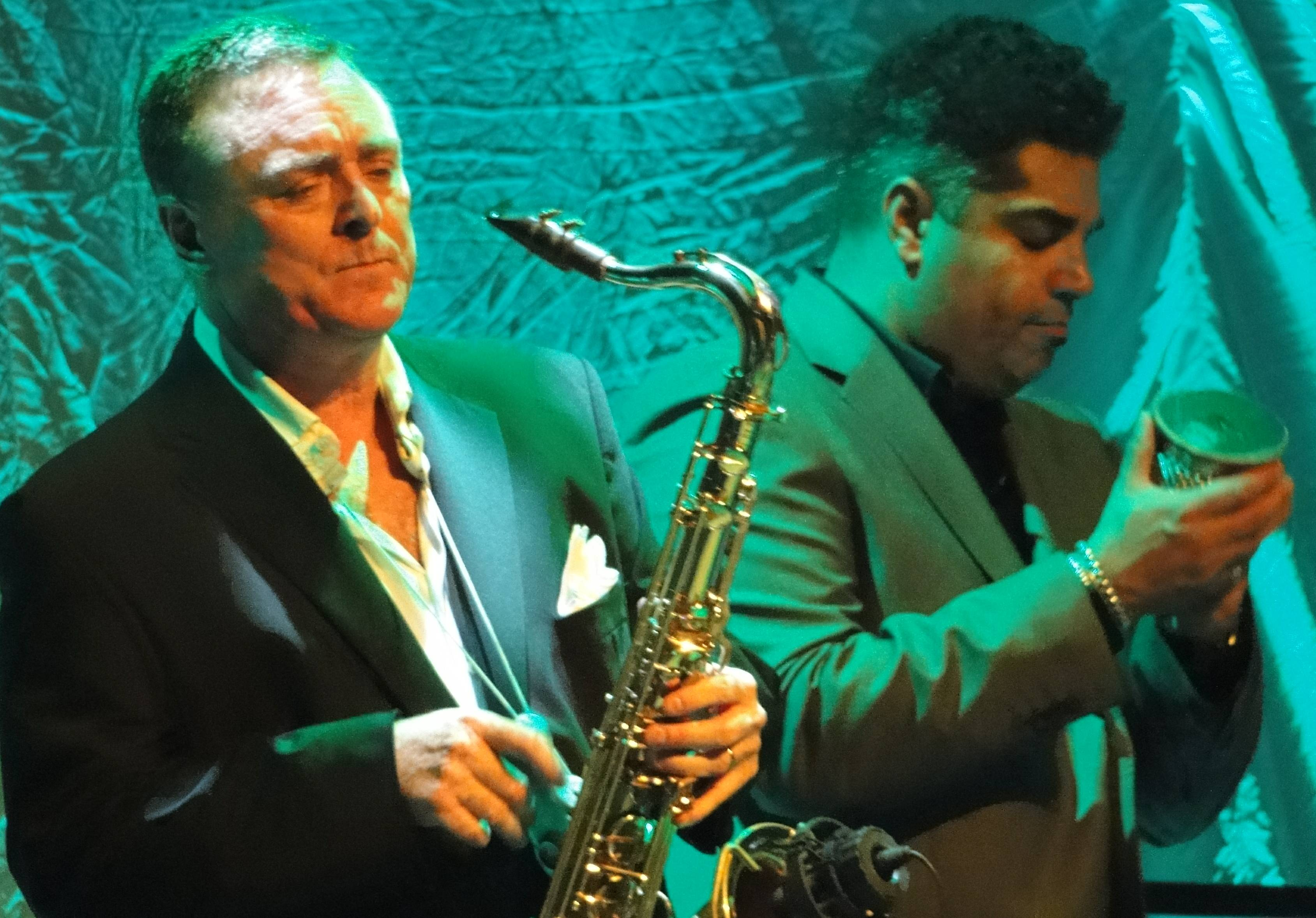
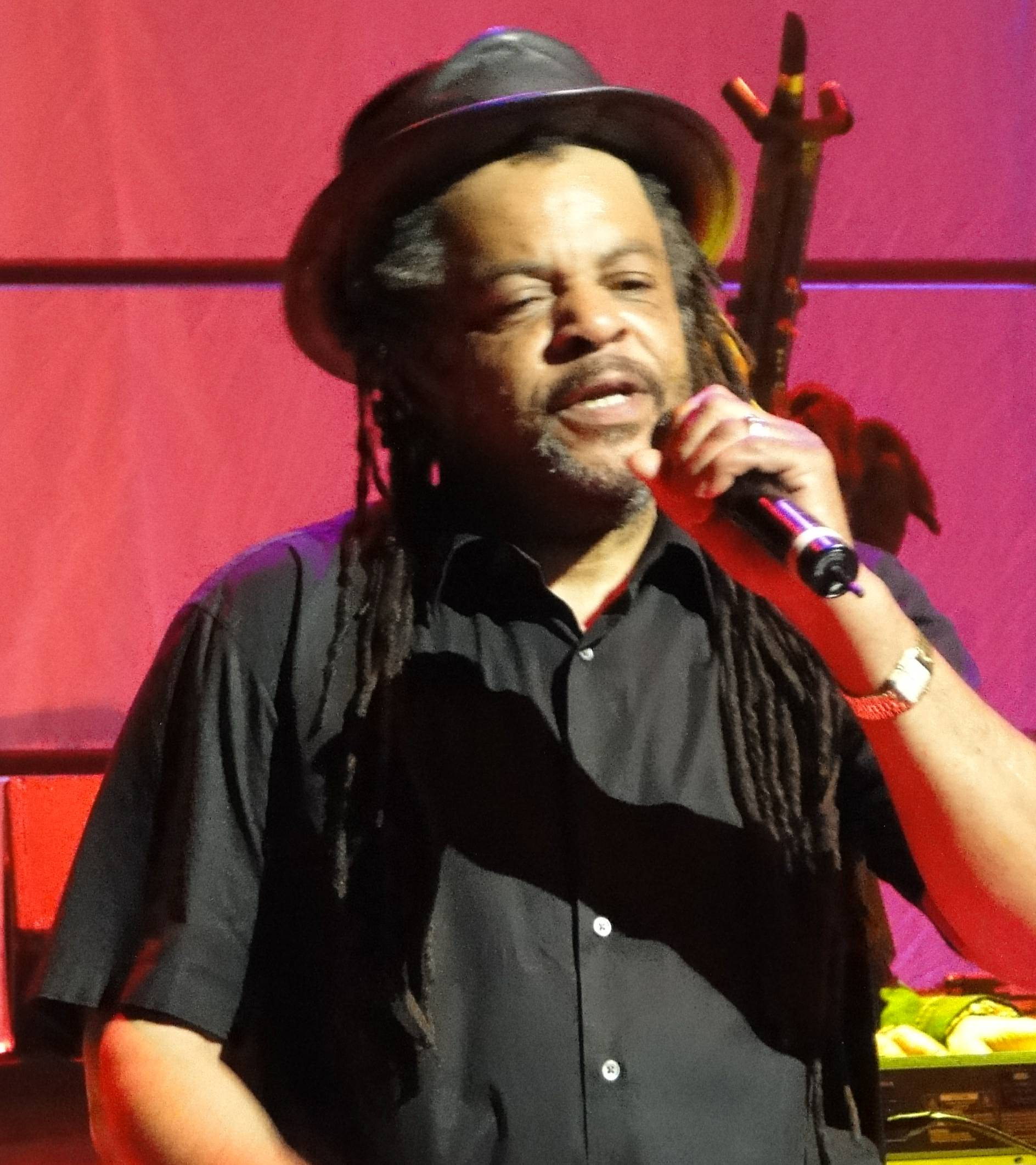